# Березники
Березники (на руски: Березники) е град в Пермски край, разположен в градски окръг Березники. Населението му към 1 януари 2018 година е 143 072 души. втори по големина в Пермски край.